# Municipi de Krimulda
El municipi de Krimulda (en letó: Krimuldas novads) és un dels 110 municipis de Letònia, que es troba localitzat al centre-nord del país bàltic, i que té com a capital la localitat de Krimulda. El municipi va ser creat l'any 2009 després de la reorganització territorial.

## Ciutats i zones rurals
- Krimuldas pagasts (zona rural)
- Lēdurgas pagasts (zona rural)

## Població i territori
La seva població està composta per un total de 5.803 persones (2009). La superfície del municipi té uns 339,1 kilòmetres quadrats, i la densitat poblacional és de 17,11 habitants per kilòmetre quadrat.